# Gambrinus liga 2003-04
La Gambrinus liga 2003-04 fue la undécima edición de la Gambrinus liga, la máxima categoría del fútbol profesional de la República Checa. El torneo se comenzó a disputar el día 26 de julio de 2003 y finalizó el 15 de mayo de 2004. El FC Baník Ostrava se adjudicó el campeonato por primera vez en su historia.

## Datos de los clubes
| Club                  | Ciudad             | Estadio                          | Capacidad |
| --------------------- | ------------------ | -------------------------------- | --------- |
| 1. FC Brno            | Brno               | Městský fotbalový stadion Srbská | 12.550    |
| AC Sparta Praga       | Praga              | Generali Arena                   | 20.854    |
| FC Baník Ostrava      | Ostrava            | Bazaly                           | 17.372    |
| FC Slovan Liberec     | Liberec            | Stadion u Nisy                   | 9.900     |
| FC Synot              | Uherské Hradiště   | Městský fotbalový stadion        | 8.121     |
| FC Tescoma Zlín       | Zlín               | Letná Stadion                    | 6.375     |
| FC Viktoria Plzeň     | Pilsen             | Stadion města Plzně              | 13.000    |
| FK Chmel Blšany       | Blšany             | Městský Stadium                  | 2.300     |
| FK Jablonec nad Nisou | Jablonec nad Nisou | Střelnice Stadion                | 6.280     |
| FK Marila Příbram     | Příbram            | Na Litavce                       | 9.100     |
| FK Teplice            | Teplice            | Na Stínadlech                    | 18.221    |
| FK Viktoria Žižkov    | Praga              | FK Viktoria Stadion              | 5.600     |
| SFC Opava             | Opava              | Stadion v Městských sadech       | 7.758     |
| SK Sigma Olomouc      | Olomouc            | Andrův stadion                   | 12.566    |
| SK Slavia Praga       | Praga              | Eden Arena                       | 21.000    |
| SK České Budějovice   | České Budějovice   | Stadion Střelecký ostrov         | 6.681     |

## Sistema de competición
La Gambrinus liga 2003/04 estuvo organizada por la Federación de Fútbol de la República Checa.
Constó de un grupo único integrado por dieciséis clubes de toda la geografía checa. Siguiendo un sistema de liga, los dieciséis equipos se enfrentaron todos contra todos en dos ocasiones -una en campo propio y otra en campo contrario- sumando un total de 30 jornadas. El orden de los encuentros se decidió por sorteo antes de empezar la competición.
La clasificación final se estableció con arreglo a los puntos obtenidos en cada enfrentamiento, a razón de tres por partido ganado, uno por empatado y ninguno en caso de derrota. Si al finalizar el campeonato dos equipos igualaron a puntos, los mecanismos para desempatar la clasificación fueron los siguientes:
1. El que tenga una mayor diferencia entre goles a favor y en contra en los enfrentamientos entre ambos. (Gol average)
2. Si persiste el empate, se tiene en cuenta la diferencia de goles a favor y en contra en todos los encuentros del campeonato.
3. Si aún persiste el empate, se tiene en cuenta el mayor número de goles a favor en todos los encuentros del campeonato.

Si el empate a puntos es entre tres o más clubes, los sucesivos mecanismos de desempate fueron los siguientes: 
1. La mejor puntuación de la que a cada uno corresponda a tenor de los resultados de los partidos jugados entre sí por los clubes implicados.
2. La mayor diferencia de goles a favor y en contra, considerando únicamente los partidos jugados entre sí por los clubes implicados.
3. La mayor diferencia de goles a favor y en contra teniendo en cuenta todos los encuentros del campeonato.
4. El mayor número de goles a favor teniendo en cuenta todos los encuentros del campeonato.
5. El club mejor clasificado con arreglo a los baremos de fair play.

### Efectos de la clasificación
El equipo que más puntos sumó al final del campeonato fue proclamado campeón de liga y obtuvo el derecho automático a participar en la tercera ronda previa de la Liga de Campeones de la UEFA, el subcampeón se clasificó para la segunda ronda previa de esta misma competición. El tercer y cuarto clasificados obtuvieron el derecho a participar en la segunda ronda previa de la Copa de la UEFA. Los equipos clasificados en la sexta, séptima y novena posiciones se clasificaron para disputar la Copa Intertoto.
Los clasificados en posición 15º y 16º descendieron directamente a la segunda categoría checa.

## Clasificación
|  |     | Equipos de fútbol      | PJ | PG | PE | PP | GF | GC | Dif | Pts |
|  | --- | ---------------------- | -- | -- | -- | -- | -- | -- | --- | --- |
|  | 1.  | FC Baník Ostrava (C)   | 30 | 18 | 9  | 3  | 60 | 25 | +35 | 63  |
|  | 2.  | AC Sparta Praga        | 30 | 16 | 10 | 4  | 48 | 24 | +24 | 58  |
|  | 3.  | SK Sigma Olomouc       | 30 | 16 | 7  | 7  | 43 | 24 | +19 | 55  |
|  | 4.  | SK Slavia Praga        | 30 | 15 | 7  | 8  | 43 | 24 | +19 | 52  |
|  | 5.  | FC Synot Staré Město   | 30 | 14 | 6  | 10 | 43 | 37 | +6  | 48  |
|  | 6.  | FC Slovan Liberec      | 30 | 12 | 10 | 8  | 38 | 27 | +11 | 46  |
|  | 7.  | FC Tescoma Zlín        | 30 | 12 | 5  | 13 | 31 | 39 | -8  | 41  |
|  | 8.  | SK České Budějovice    | 30 | 11 | 7  | 12 | 38 | 38 | 0   | 40  |
|  | 9.  | FK Teplice             | 30 | 9  | 12 | 9  | 32 | 32 | 0   | 39  |
|  | 10. | FK Jablonec 97         | 30 | 8  | 14 | 8  | 27 | 32 | -5  | 38  |
|  | 11. | FC Marila Příbram      | 30 | 10 | 7  | 13 | 33 | 37 | -4  | 37  |
|  | 12. | SFC Opava              | 30 | 8  | 7  | 15 | 34 | 55 | -21 | 31  |
|  | 13. | FK Chmel Blšany        | 30 | 8  | 6  | 16 | 34 | 54 | -20 | 30  |
|  | 14. | 1. FC Brno             | 30 | 7  | 9  | 14 | 33 | 43 | -10 | 30  |
|  | 15. | FK Viktoria Žižkov (D) | 30 | 6  | 9  | 15 | 18 | 34 | -16 | 27  |
|  | 16. | FC Viktoria Plzeň (D)  | 30 | 4  | 7  | 19 | 23 | 53 | -30 | 19  |

PJ = Partidos jugados; PG = Partidos ganados; PE = Partidos empatados; PP = Partidos perdidos; GF = Goles a favor; GC = Goles en contra; Dif = Diferencia de goles; Pts = Puntos
|  | Clasificado para la tercera ronda previa de la Liga de Campeones de la UEFA 2004-05 |
|  | Clasificado para la segunda ronda previa de la Liga de Campeones de la UEFA 2004-05 |
|  | Clasificado para la segunda ronda previa de la Copa de la UEFA 2004-05              |
|  | Clasificado para la Copa Intertoto de la UEFA 2004                                  |
|  | Desciende a la Druhá liga                                                           |

| (C) Campeón    |
| (D) Descendido |

## Máximos goleadores
| Jugador            | Goles | Equipo              |
| ------------------ | ----- | ------------------- |
| Marek Heinz        | 19    | FC Baník Ostrava    |
| Lubomír Reiter     | 15    | SK Sigma Olomouc    |
| David Lafata       | 14    | SK České Budějovice |
| Milan Pacanda      | 12    | 1. FC Brno          |
| Filip Dort         | 11    | SFC Opava           |
| Karel Poborský     | 11    | AC Sparta Praga     |
| Libor Došek        | 10    | FC Slovan Liberec   |
| Miroslav Matušovič | 10    | FC Baník Ostrava    |
| Zdeněk Pospěch     | 9     | FC Baník Ostrava    |